# Tianning-Tempel (Changzhou)

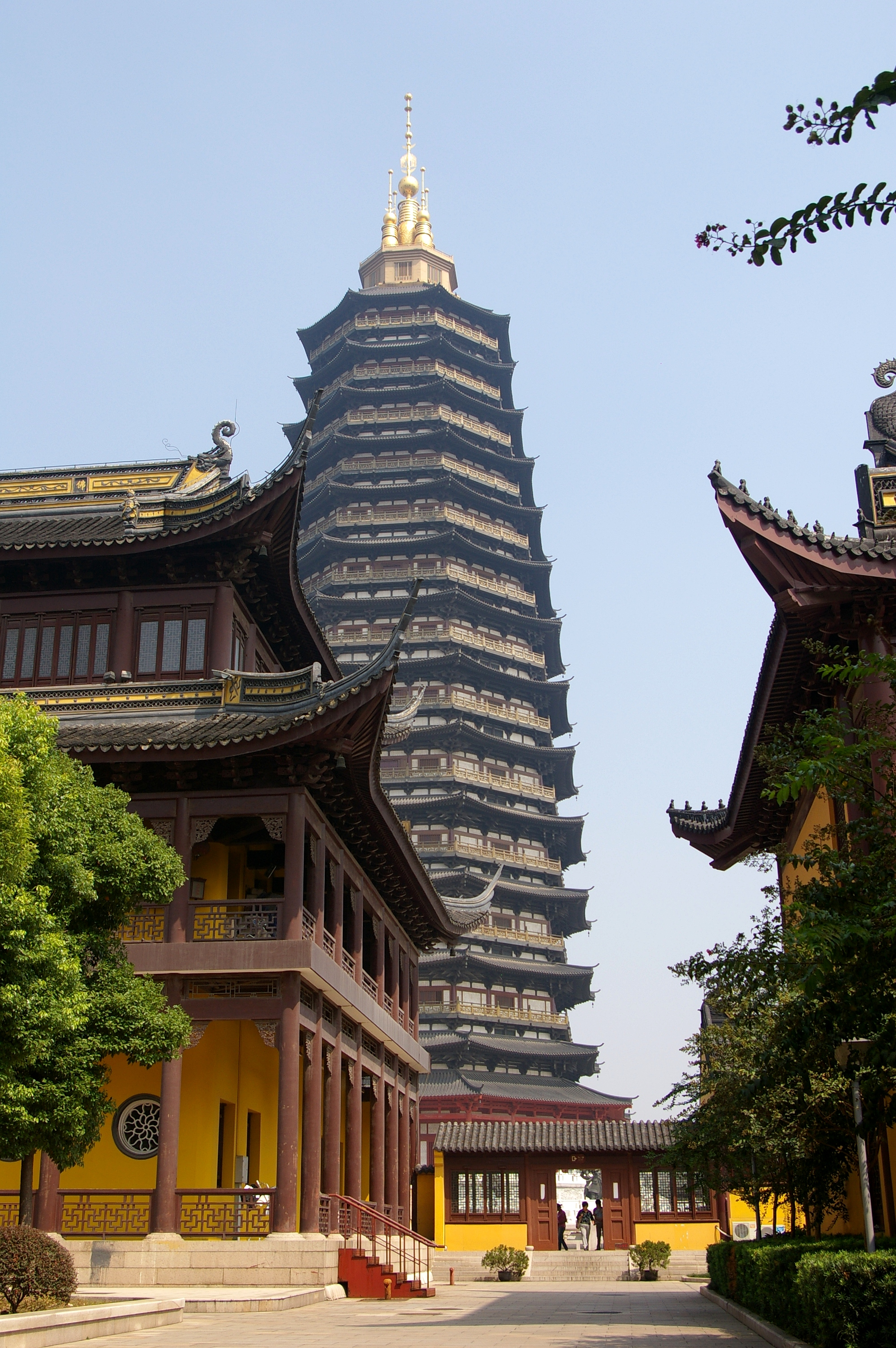

Der Tianning-Tempel (chinesisch 天寧寺 / 天宁寺, Pinyin Tiānníng Sì) in Changzhou in der chinesischen Provinz Jiangsu ist ein Nationaler Schwerpunkttempel des Buddhismus in han-chinesischen Gebieten. Tempelgelände und die Pagode haben eine Geschichte von fünfmaliger Zerstörung und Wiederaufbau, die bis in die Zeit der Tang-Dynastie (618–907) zurückreicht.
Mit 13 Stockwerken und einer Höhe von 153,79 Metern hat der Tempel mit der Tianning-Pagode die höchste Pagode der Welt.
Die buddhistischen Gesänge des Tempels stehen auf der Liste des immateriellen Kulturerbes der Volksrepublik China (637 II-138 Tianningsi fanbai changsong 天宁寺梵呗唱诵).

## Galerie

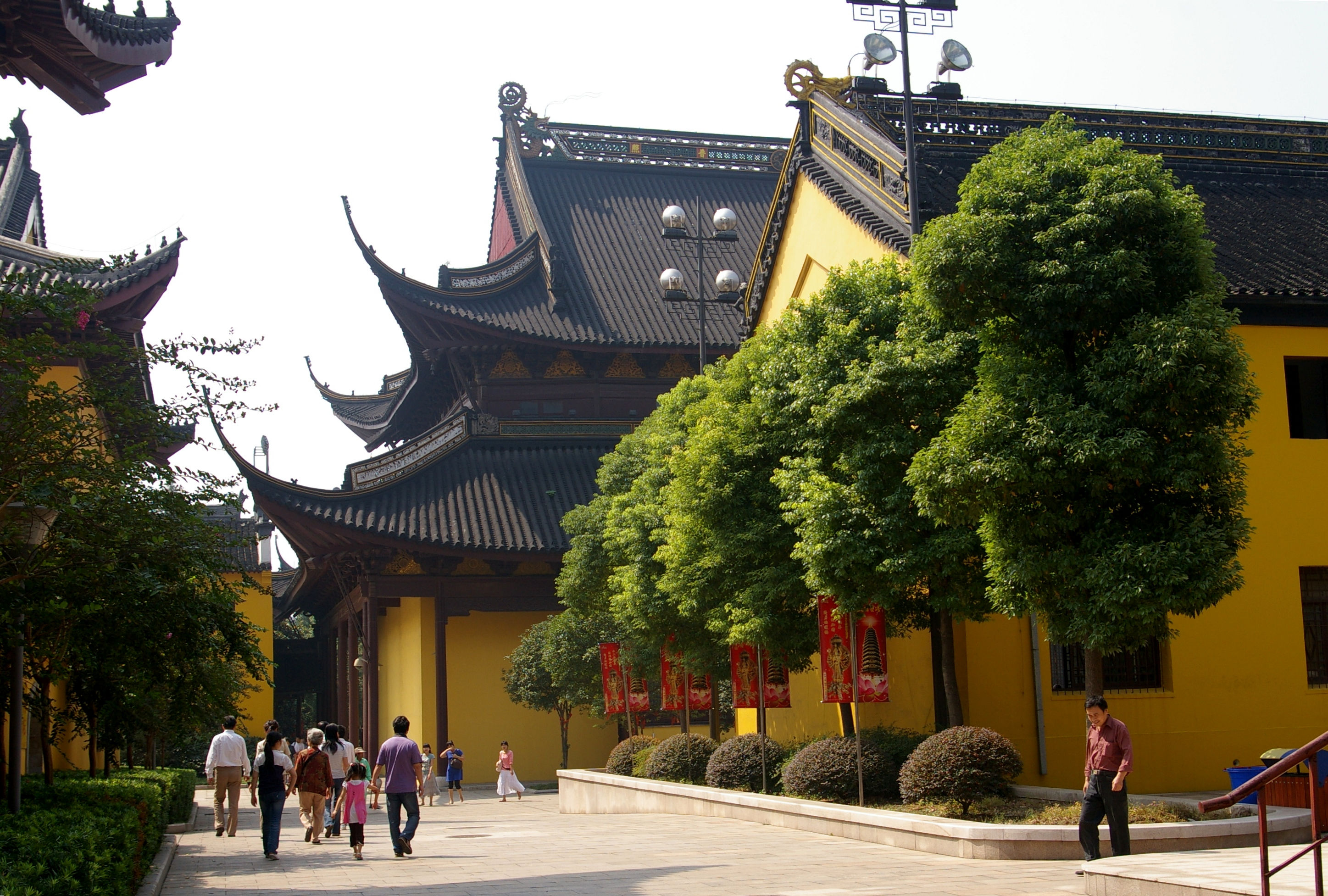
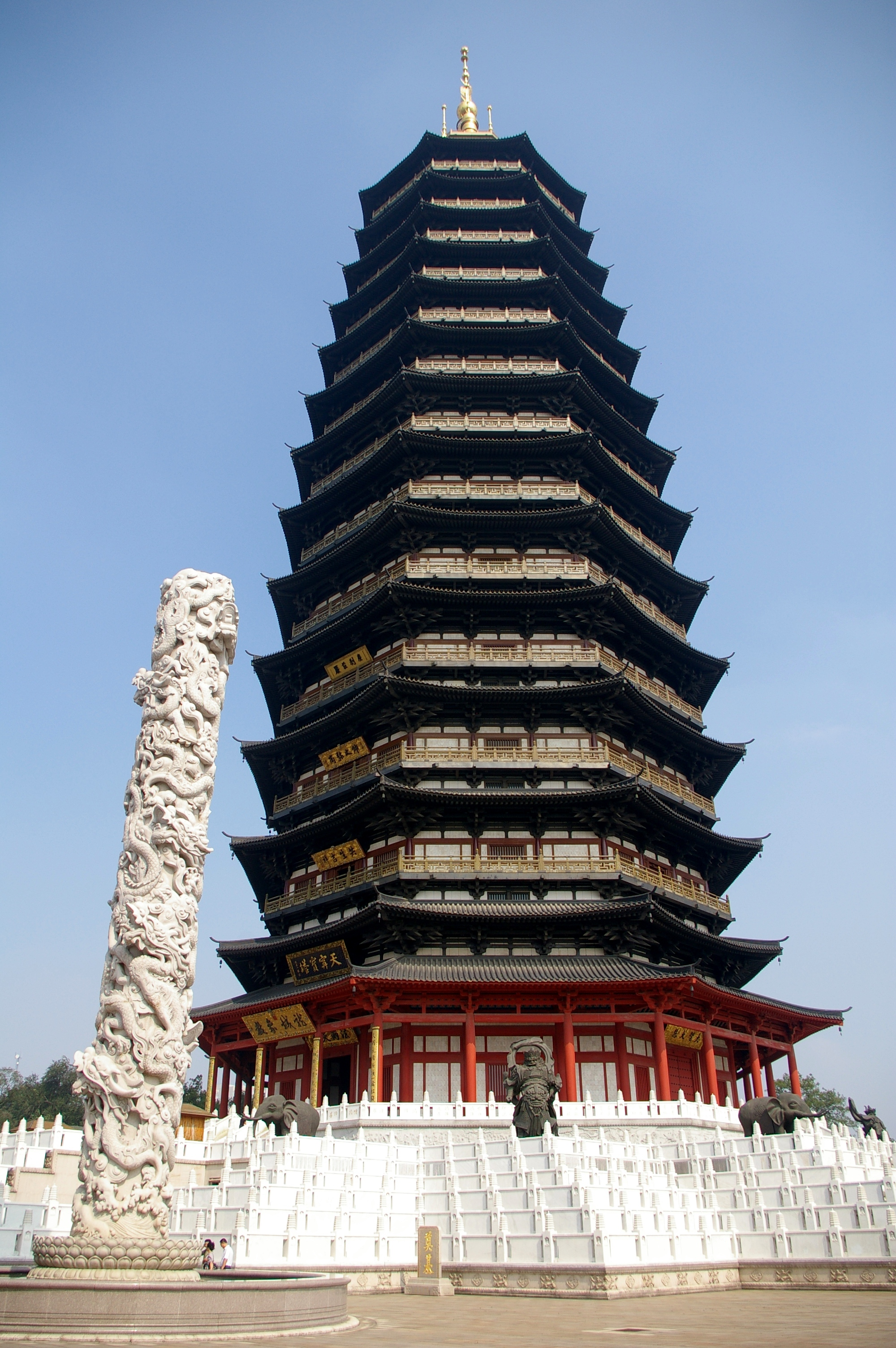
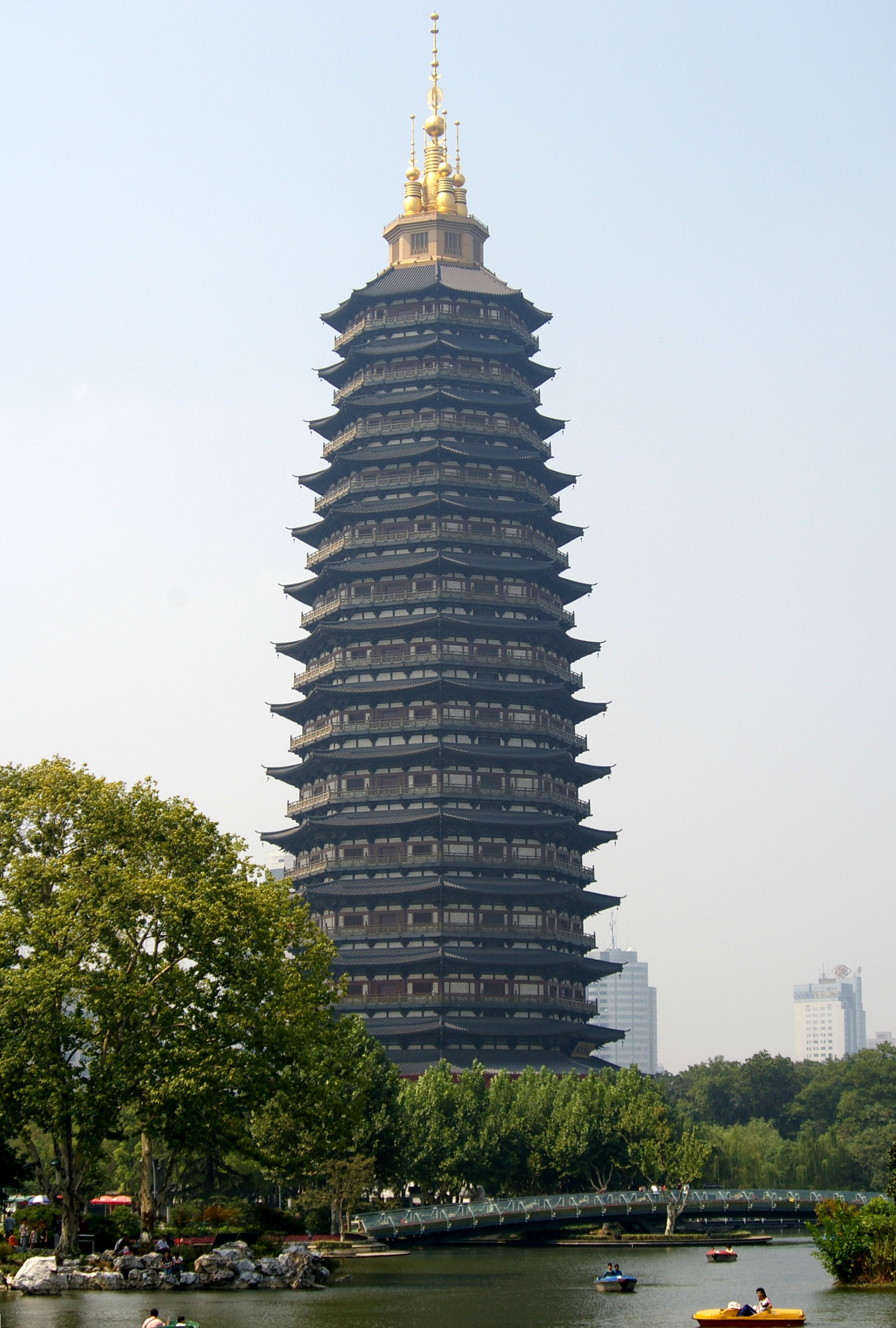
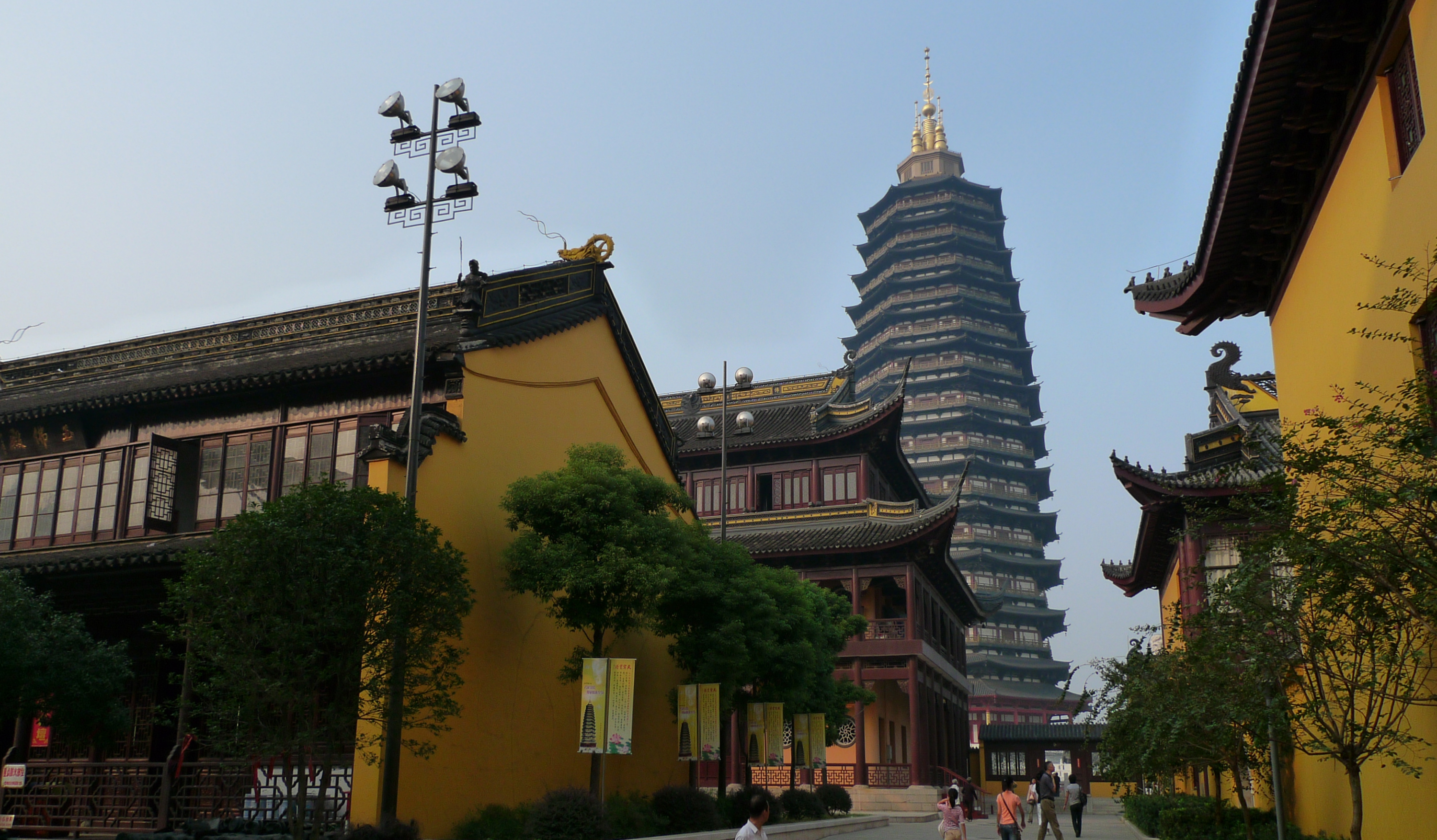

## Konstruktion
Die Anlage für die Tianning-Tempel-Pagode nimmt eine Fläche von 27.000 m² ein. Mit 68.038 kg (75 t) Gold und Messing für die Dächer, zusätzlichen Bronze- und Jade-Dekorationen und der Verwendung von Holz, das aus Myanmar und Papua-Neuguinea importiert wurde, beliefen sich die Gesamtkosten für den Bau auf etwa 300 Millionen Yuan (28,6 Millionen Euro). Die oberste Etage der Pagode verfügt über eine goldene Spitze und eine große Bronzeglocke mit einem Gewicht von 30.000 kg (33 t).[2] Die Bauarbeiten begannen im April 2002. Die Eröffnungszeremonie für das fertige Bauwerk fand am 30. April 2007 statt.